# قزلي (آق التين)
قزلي (بالفارسية: قزلی) هي قرية تقع في إيران في غلستان. يقدر عدد سكانها بـ 937 نسمة .